# Mijnheer Prikkebeen

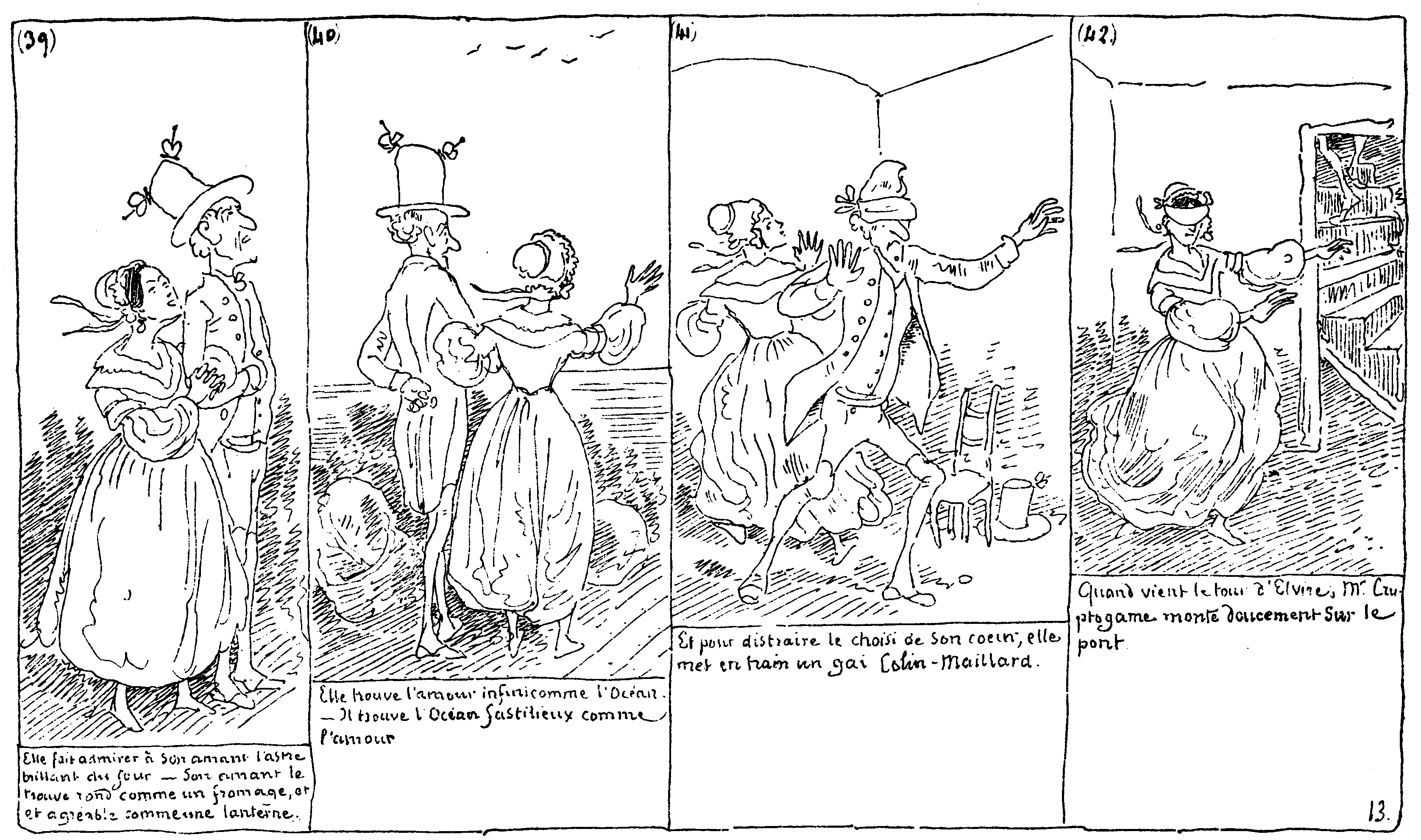
De originele Monsieur Cryptogame van Rodolphe Töpffer

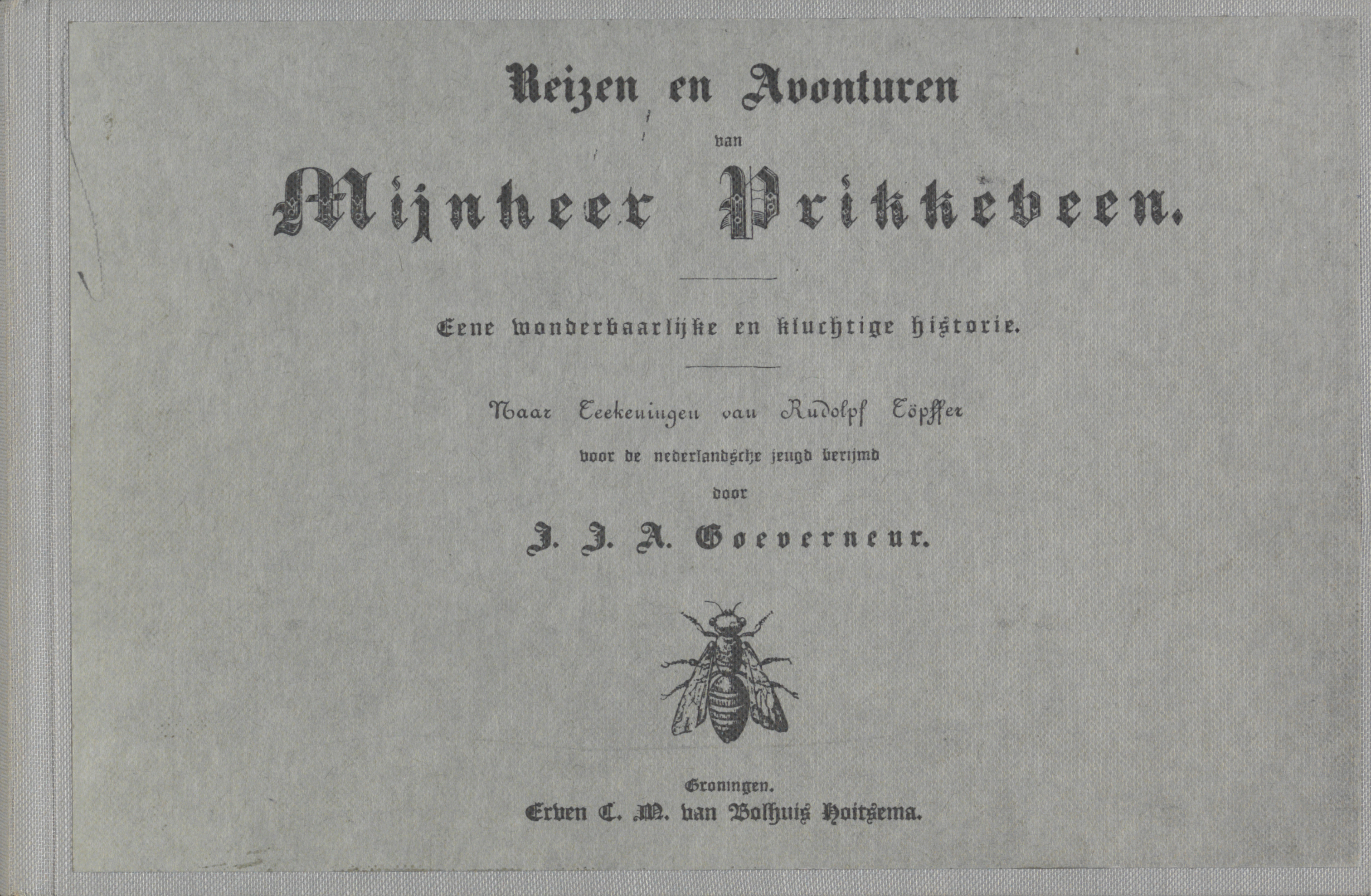
Nederlandse uitgave van Mijnheer Prikkebeen bewerkt door J.J.A. Goeverneur

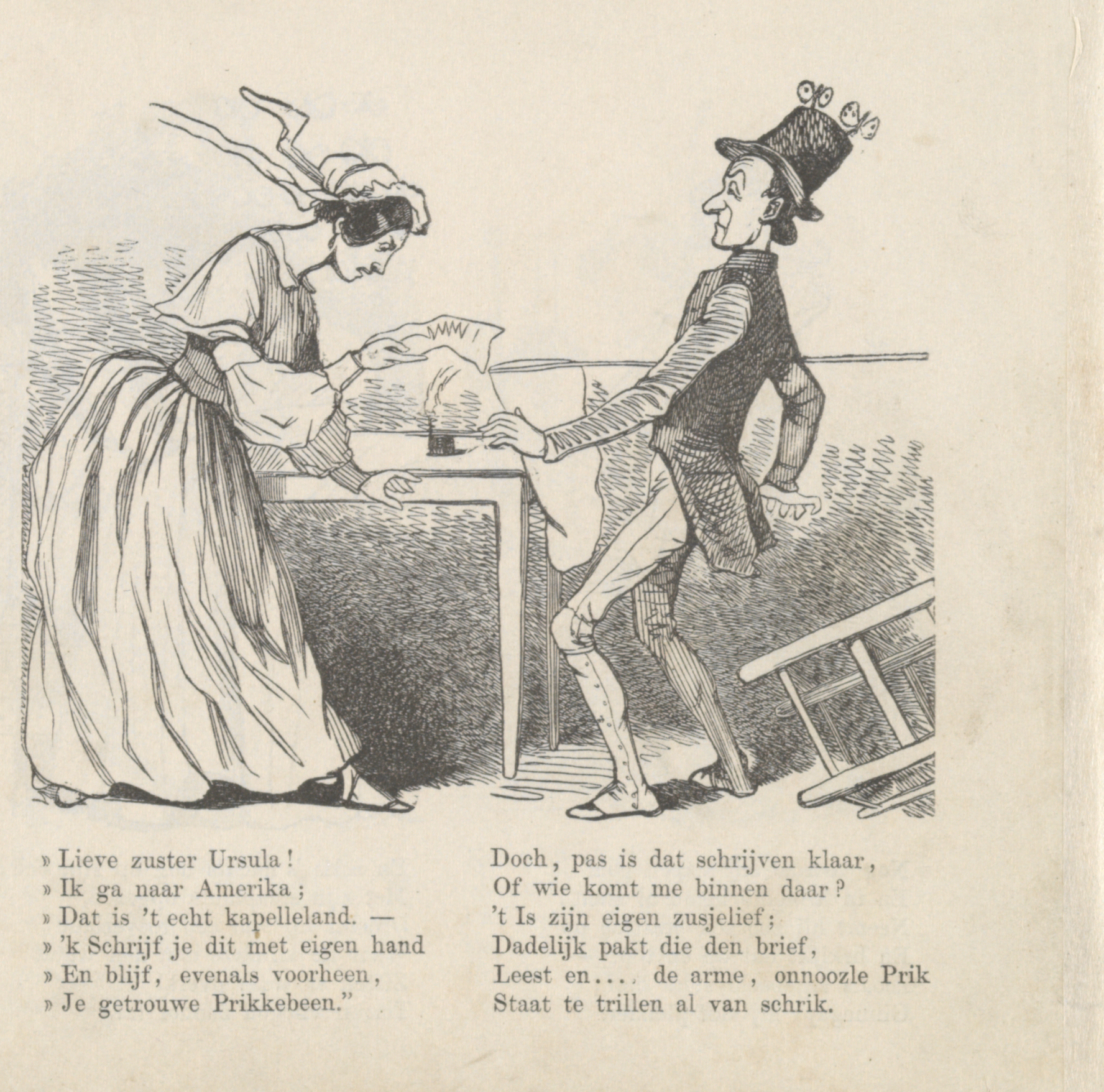
Beeld en versje uit Mijnheer Prikkebeen waarin hij aan zijn zuster Ursula een briefje schrijft

Reizen en avonturen van Mijnheer Prikkebeen kan worden beschouwd als het eerste Nederlandse stripverhaal. Het werd uitgegeven door Erven C.M. van Bolhuis Hoitsema te Groningen.
De Groningse schrijver J.J.A. Goeverneur bracht een bewerkte, gekuiste vertaling uit van Fahrten und Abenteuer des Herrn Steckelbein door Julius Kell. Dat boek was geschreven bij illustraties uit Monsieur Cryptogame van Rodolphe Töpffer.
Goeverneurs vertaling, Reizen en avonturen van mijnheer Prikkebeen, verscheen in 1858. De magerbenige Prikkebeen (een prikkebeen is een spillebeen) en zijn zuster Ursula (in de oorspronkelijke editie uit 1845 zijn verloofde Elvire, een verandering door Kell ingevoerd, ook liet deze tien afbeeldingen weg om het boekje geschikt voor kinderen te maken) beleven doldwaze en onmogelijke avonturen, die het boek bij kinderen zeer geliefd maakten. Het beleefde vele herdrukken, en is in 1980 door Gerrit Komrij opnieuw bewerkt. De versie van Komrij heeft de titel De zonderlinge avonturen van Primus Prikkebeen (ISBN 90-6213-110-7) en kreeg een nawoord van Dirkje Kuik. 
In het seizoen 2009-2010 bracht Theater Terra een theatervoorstelling voor jong en oud van dit boek in een bewerking van Dick van den Heuvel. In 2024 verscheen De wonderlijke avonturen van meester Prikkebeen (ISBN 978 94 64860 22 1) door Pieter-Paul Jansen. Deze bewerking bevat rijm, nawoord en vertaling die teruggaan op de originele schetsen met Franse bijschriften van Rodolphe Töpffer. 

## Verwijzingen naar Prikkebeen
- Boudewijn de Groot zong een duet met Elly Nieman (met tekst van Lennaert Nijgh) over Meester Prikkebeen: “Hij staat in de sneeuw aan de poort van de stad / En prikt de dagen van december op zijn hoed.” Dit is een verwijzing naar mijnheer Prikkebeen, die gevangen kapellen (vlinders) op zijn hoed prikt.
- Rob de Nijs zong een lied (met tekst van Lennaert Nijgh) over zuster Ursula: “Dag vader en dag moeder, dag zuster Ursula; / Ik zie het hier niet zitten, ik ga naar Amerika.” Dit is een verwijzing naar de afscheidsbrief van Prikkebeen aan Ursula: “Lieve zuster Ursula! / ik ga naar Amerika; / Dat is 't echt kapelleland / ’k Schrijf je dit met eigen hand / En blijf, evenals voorheen, / je getrouwe Prikkebeen.”
- Nel Noordzij, “... naar het schoon kapellenland ...” in: Het kan me niet schelen, 1955, bladzijde 120.
- In 2011 ging met veel succes de opera Legende; De ontsporing van Meneer Prikkebeen van de Nederlandse componist Peter-Jan Wagemans bij de Nederlandse Opera in scenische uitvoering in première.
- Bob Vrieling stond in maart 1970 1 week genoteerd op de 27ste plaats in de Hilversum 3 Top 30 met het nummer Prikkebeen.
- Op de Vlindermolen op het Anton Pieckplein in het Brabantse themapark de Efteling is een beeldje van Mijnheer Prikkebeen te vinden. Naar ontwerp van Eftelingontwerper Ton van de Ven jaagt Prikkebeen in het midden van deze attractie, een kleine rupsbaan, met zijn schepnet op vlinders. Het tafereel wordt uitgelegd in een Eftelingsrijmpje op een bord bij de ingang: “Elke dag rent Prikkebeen / Springend door de velden heen / Vlinders vangen met zijn net / Is zijn allergrootste pret!”